# Nadira Zerrouki
Nadira Zerrouki, née à Maâtkas, est une karatéka algérienne.

## Carrière
Membre de l'équipe nationale de karaté de 1998 à 2004, Nadira Zerrouki remporte deux médailles d'or aux Championnats d'Afrique de karaté 1994 à Casablanca. Médaillée d'argent en kumite open et médaillée de bronze en kata individuel aux Jeux africains de 1995 à Harare, elle est médaillée d'or en kumite individuel féminin des moins de 55 kg aux Jeux panarabes de 1997 à Beyrouth. Elle est ensuite médaillée d'argent en kumite individuel féminin des moins de 53 kg aux Jeux africains de 2003 à Abuja.
Entraîneuse depuis 1997 et membre du comité exécutif de la Fédération algérienne de karaté, elle intègre l'Union méditerranéenne de karaté en 2020.